# سیارک ۵۱۴۳۱
سیارک ۵۱۴۳۱ (به انگلیسی: 51431 Jayardee، نامگذاری:2001FH9) پنجاه و یک هزار و چهارصد و سی و یکمین سیارک کشف شده‌است که در ۱۹ مارس ۲۰۰۱ کشف شد.